# Florero (objeto)

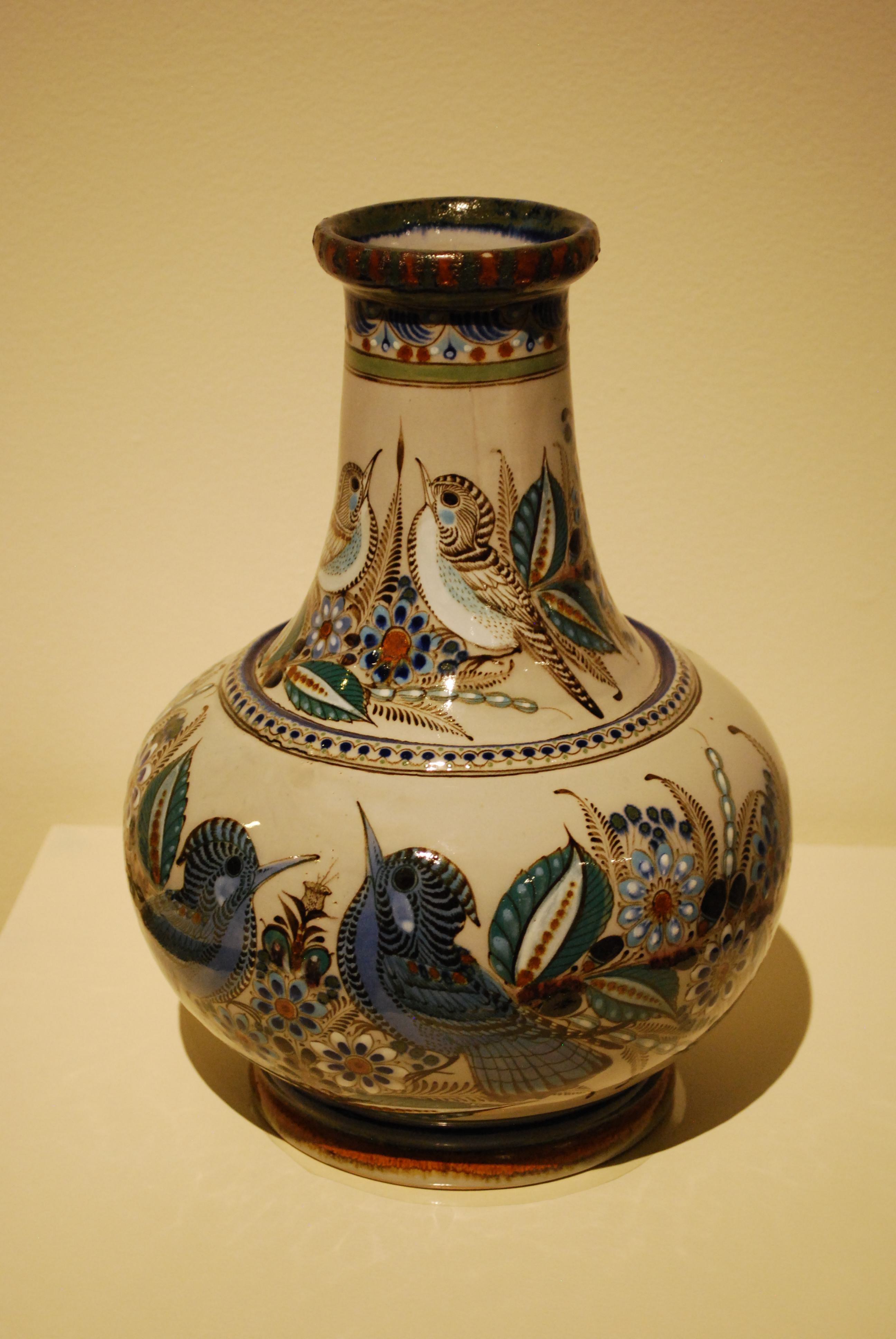
Florero de Tlaquepaque, Jalisco, decorado con flores y pájaros. Museo de Arte Popular México DF.

Florero es un recipiente o vaso cuya función ornamental suele ser la de poner flores. Puede presentar morfología o tipología cercanas al jarrón, el jarro o la copa. Son los más habituales los fabricados en cerámica, vidrio o cristal, pudiéndose encontrar modelos específicos en alabastro, jaspe y metal (como los de Benvenuto Cellini).

## Diseños especiales
Las necesidades decorativas específicas de algunos tipos de flores han dado como fruto unos modelos específicos de florero, así por ejemplo, los y "tulipaneros" y  "claveleras", para colocar una sola flor en cada orificio, los "maceteros" que pueden albergar grandes ramos de flores secas, ramas, juncos, etc; o los floreros cofre, o 'de caja', con cuello estrecho pero gran capacidad en su cuerpo esférico o más o menos ovoide.

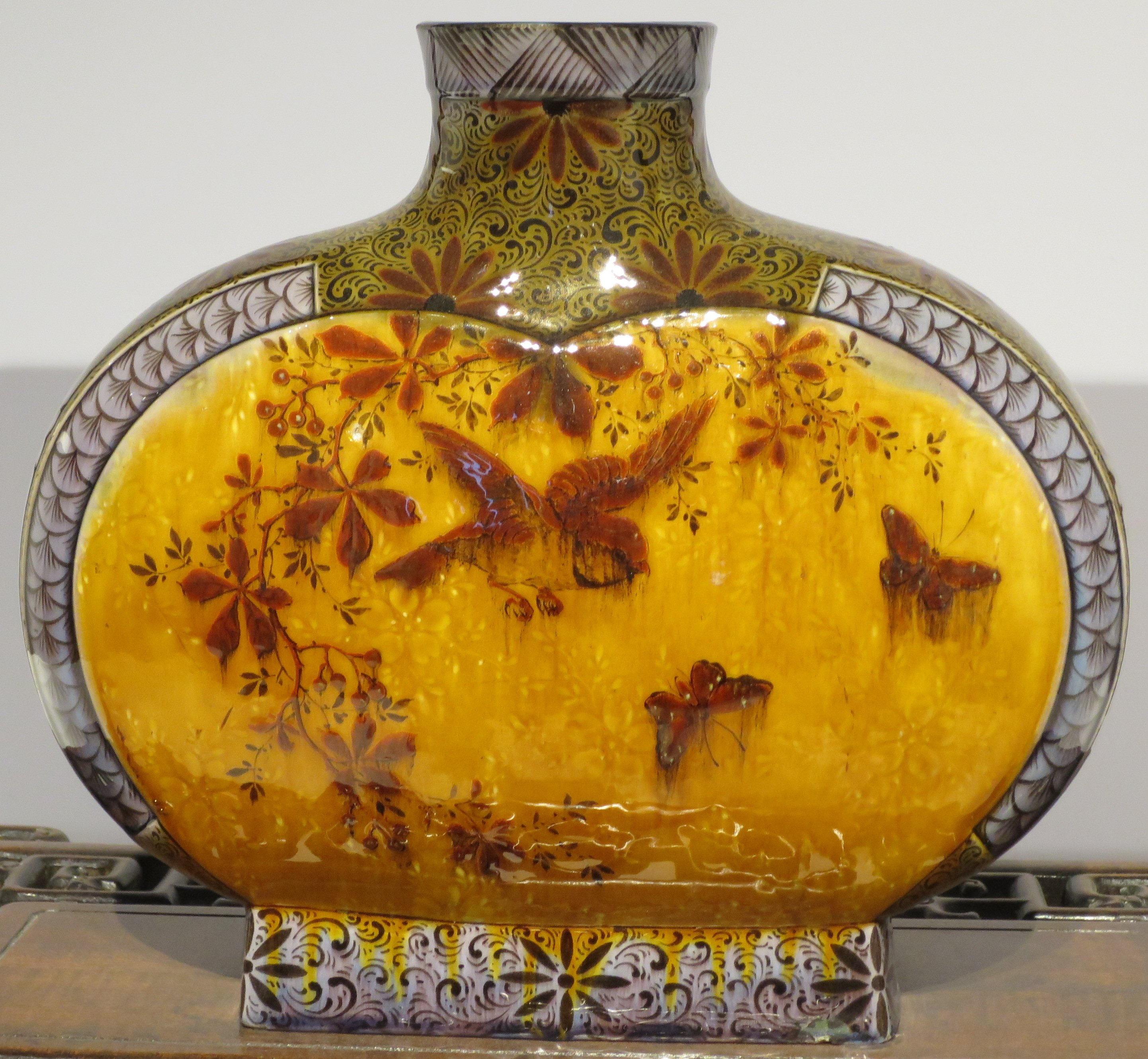
Florero 'de caja' en porcelana con decoración chinesca, diseñado por Théodore Deck en 1889.
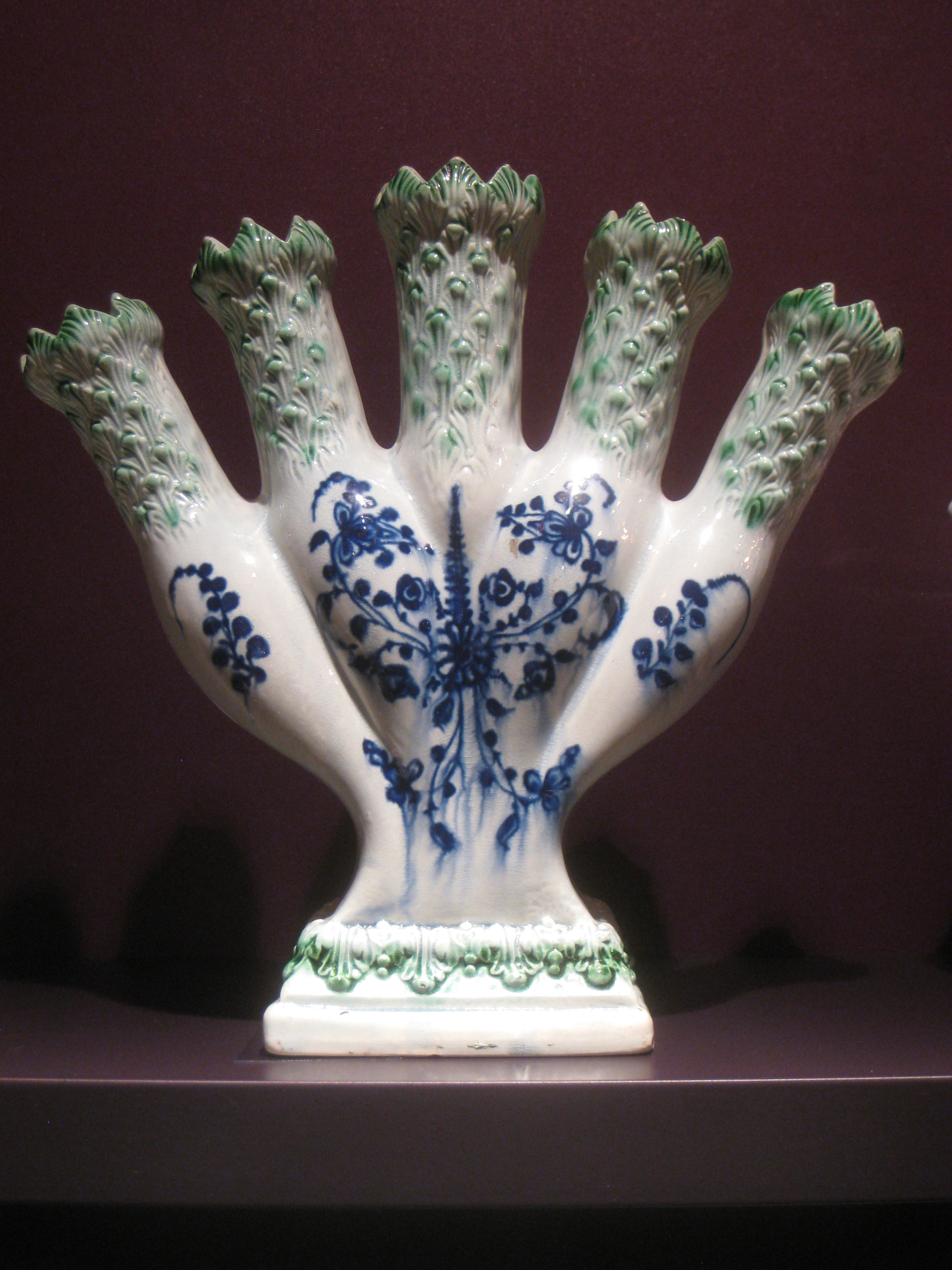
Tulipanero esmaltado en verde. Loza de Leeds, hacia 1780.
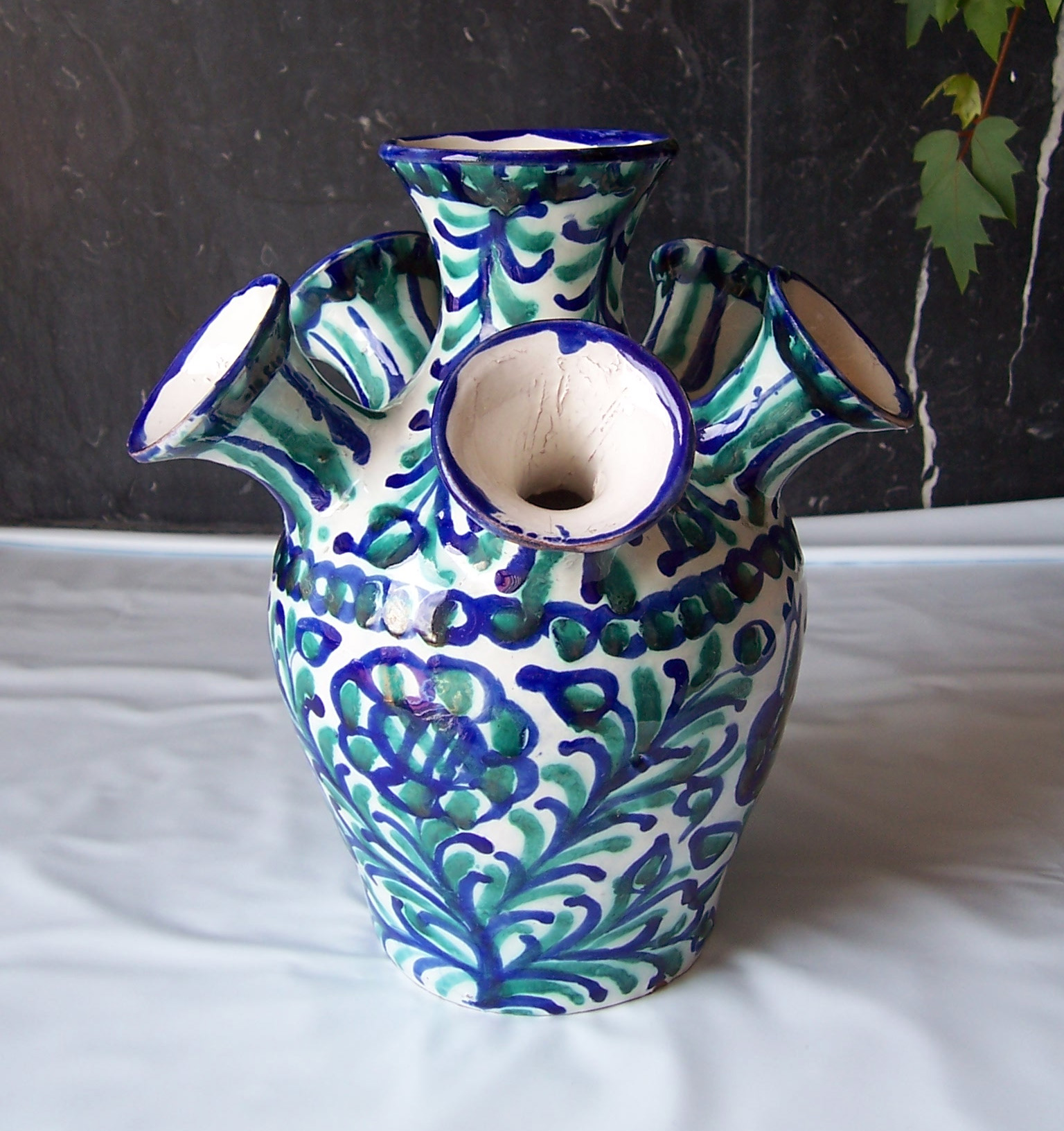
Florero Valero (clavelero) de Fajalauza, en Granada (España).
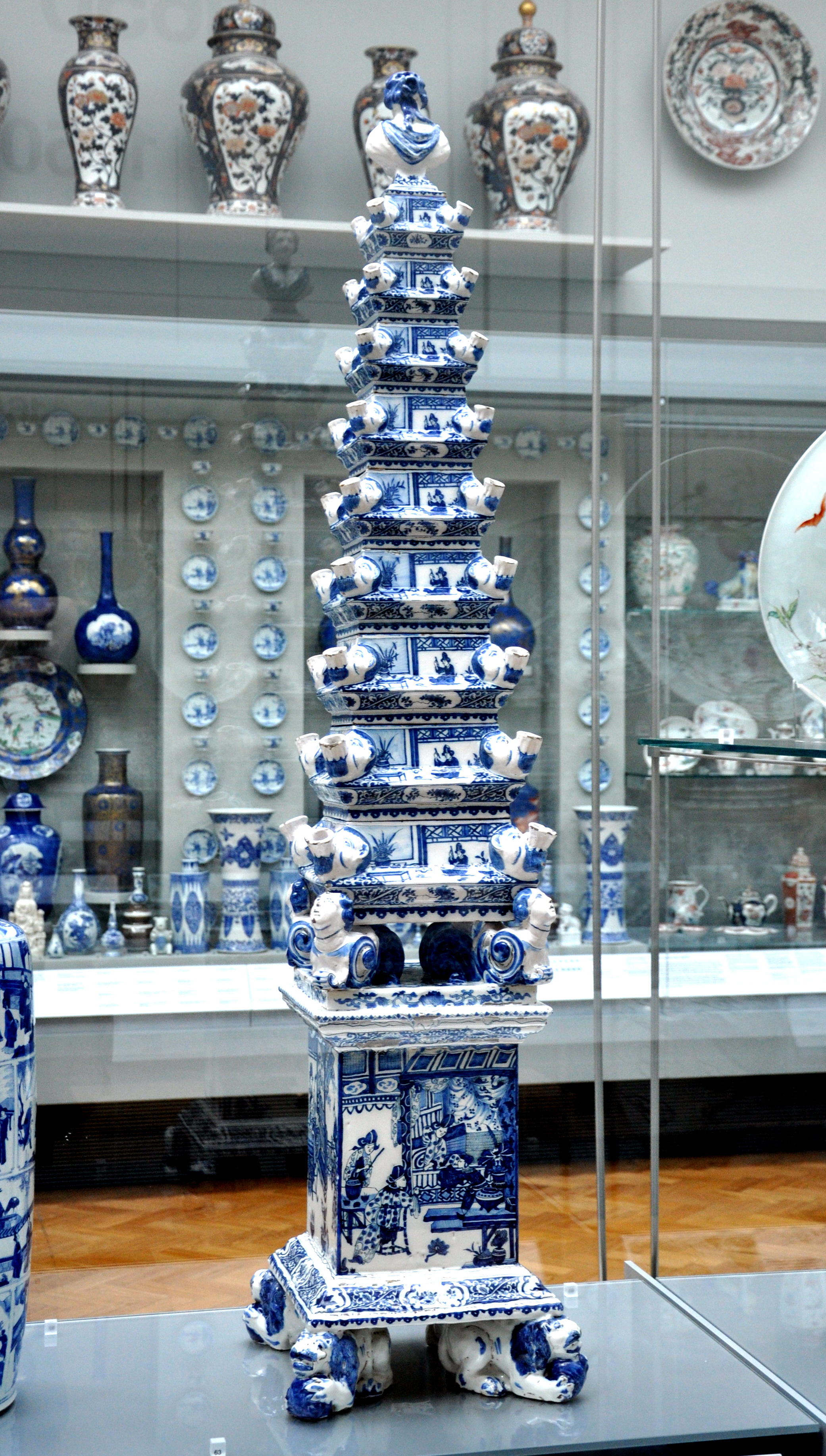
Florero piramidal de cerámica de Delft (1695), altura: 160 cm.
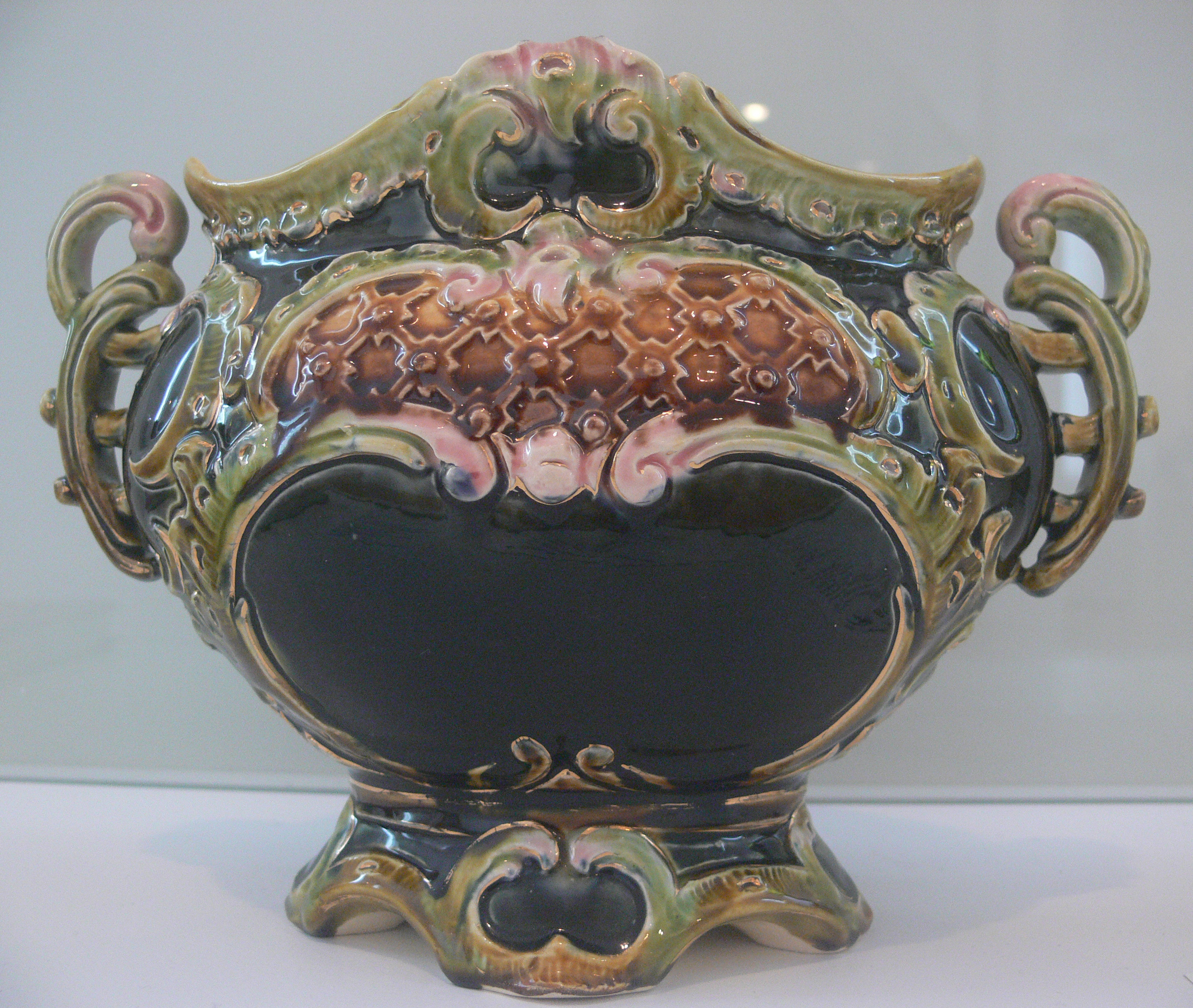
Florero diciochesco de tipo fuente de fayenza o loza fina.
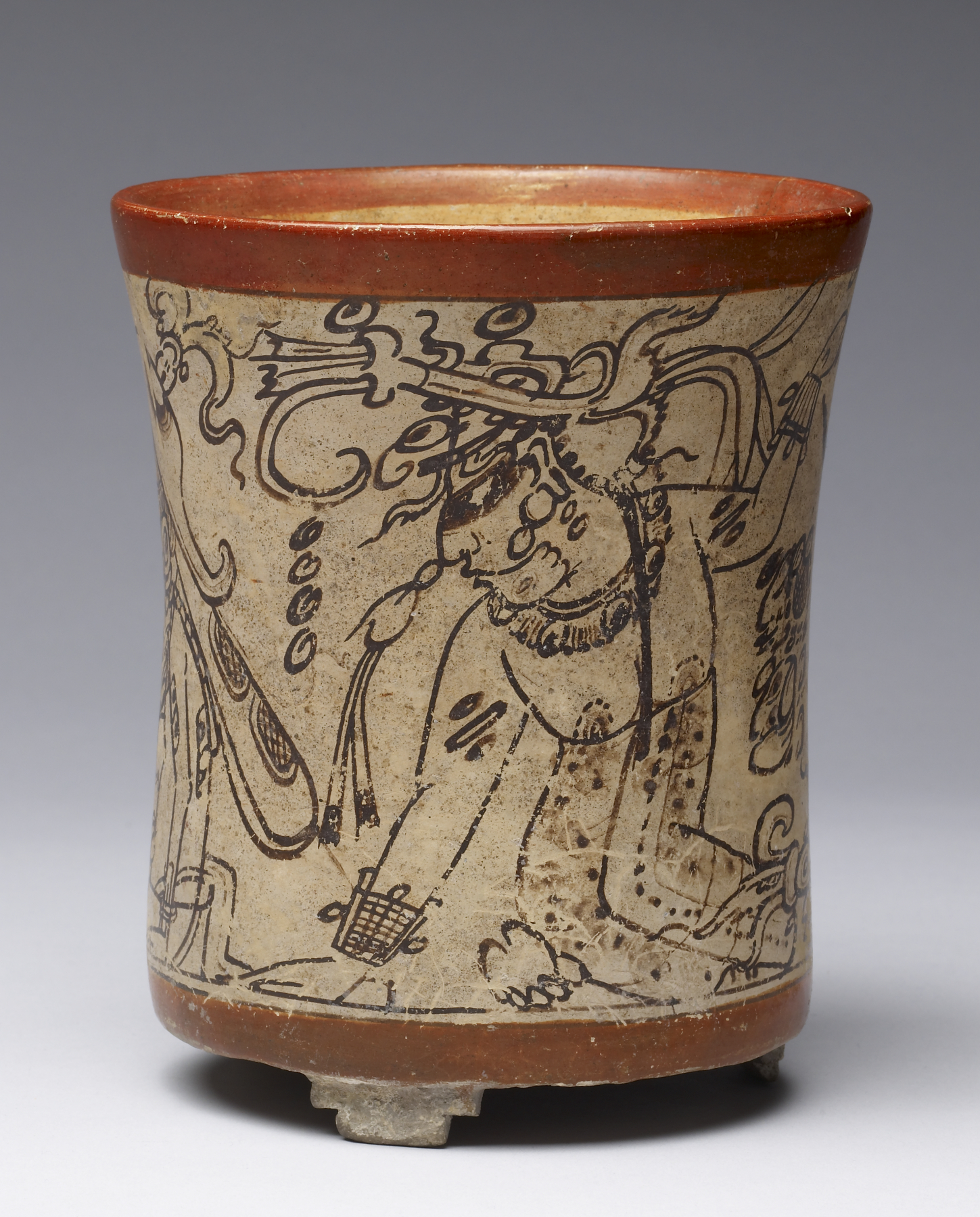
Florero de tipo macetero de origen maya (Guatemala, Mesoamérica).

### En la pintura de bodegón
Aunque en Oriente la pintura de objetos con flores es tan antigua como difícil de determinar, en Europa fue un motivo pictórico desde el siglo XVII, desarrollando uno de los más bellos capítulos de la Historia de la Pintura. Tuvo categoría de género el bodegón floral flamenco entre finales del siglo XVI y mediados del siglo XIX. En España fue uno de los refugios de pintores de la Contrarreforma como Juan de Arellano, Pedro de Camprobín, Juan de Espinosa, Antonio Ponce, Tomás Yepes. A finales del siglo XIX, alcanzó una exquisita belleza en algunos pintores del impresionismo como Pierre-Auguste Renoir, o en post-impresionistas como Odilon Redon o Van Gogh.

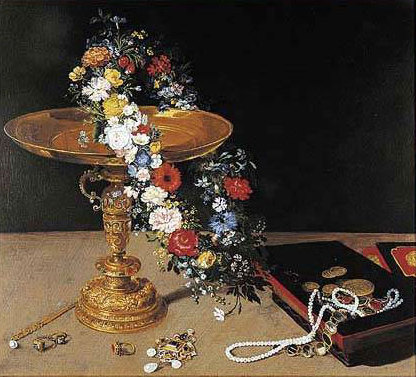
Jan Brueghel el Viejo: Bodegón con guirnalda (1618). Un frutero (del tipo salvilla) convertido en florero con una guirnalda.
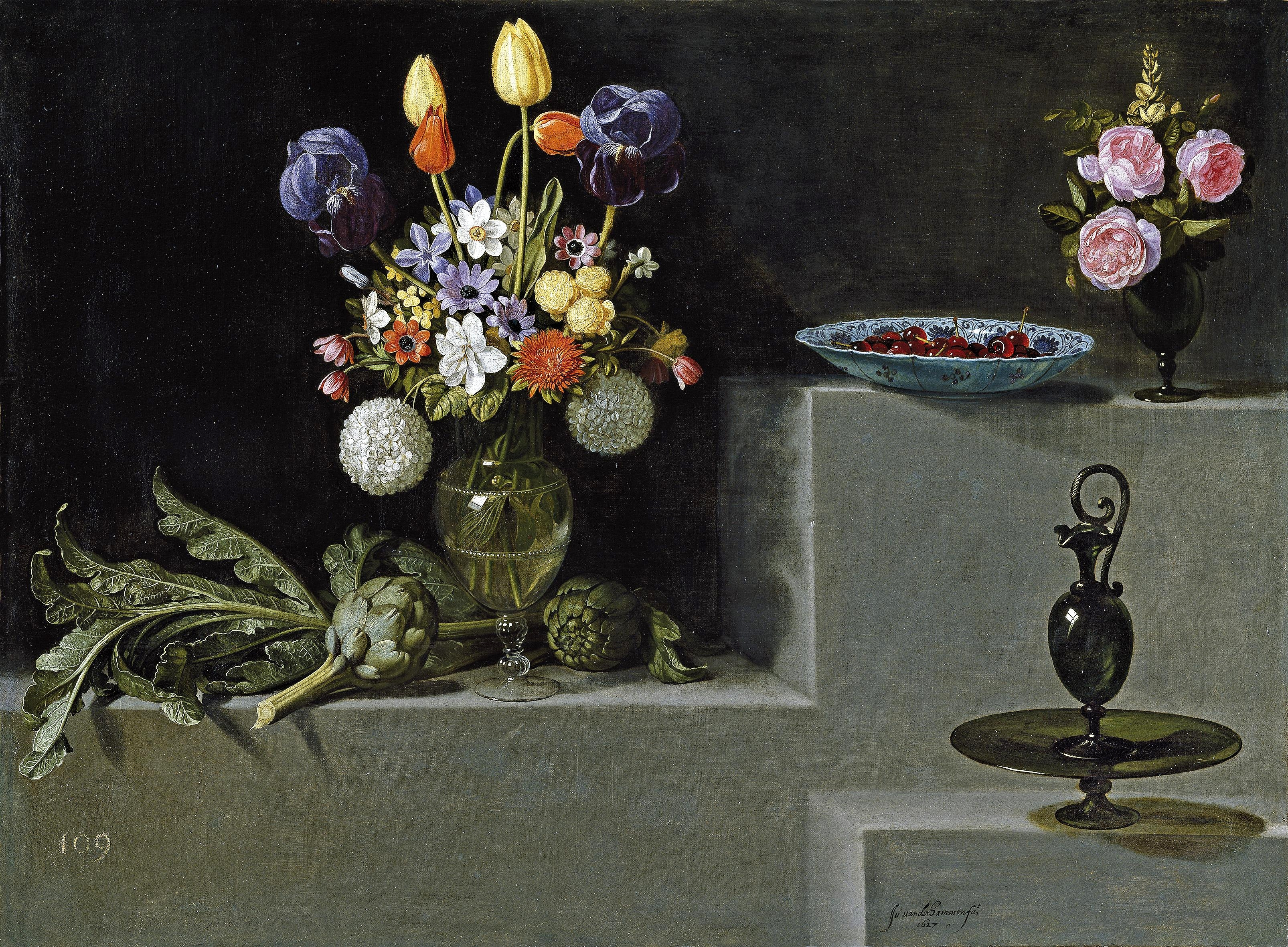
Juan van der Hamen: Bodegón con alcachofas, flores y recipientes de vidrio (1627) Museo del Prado.
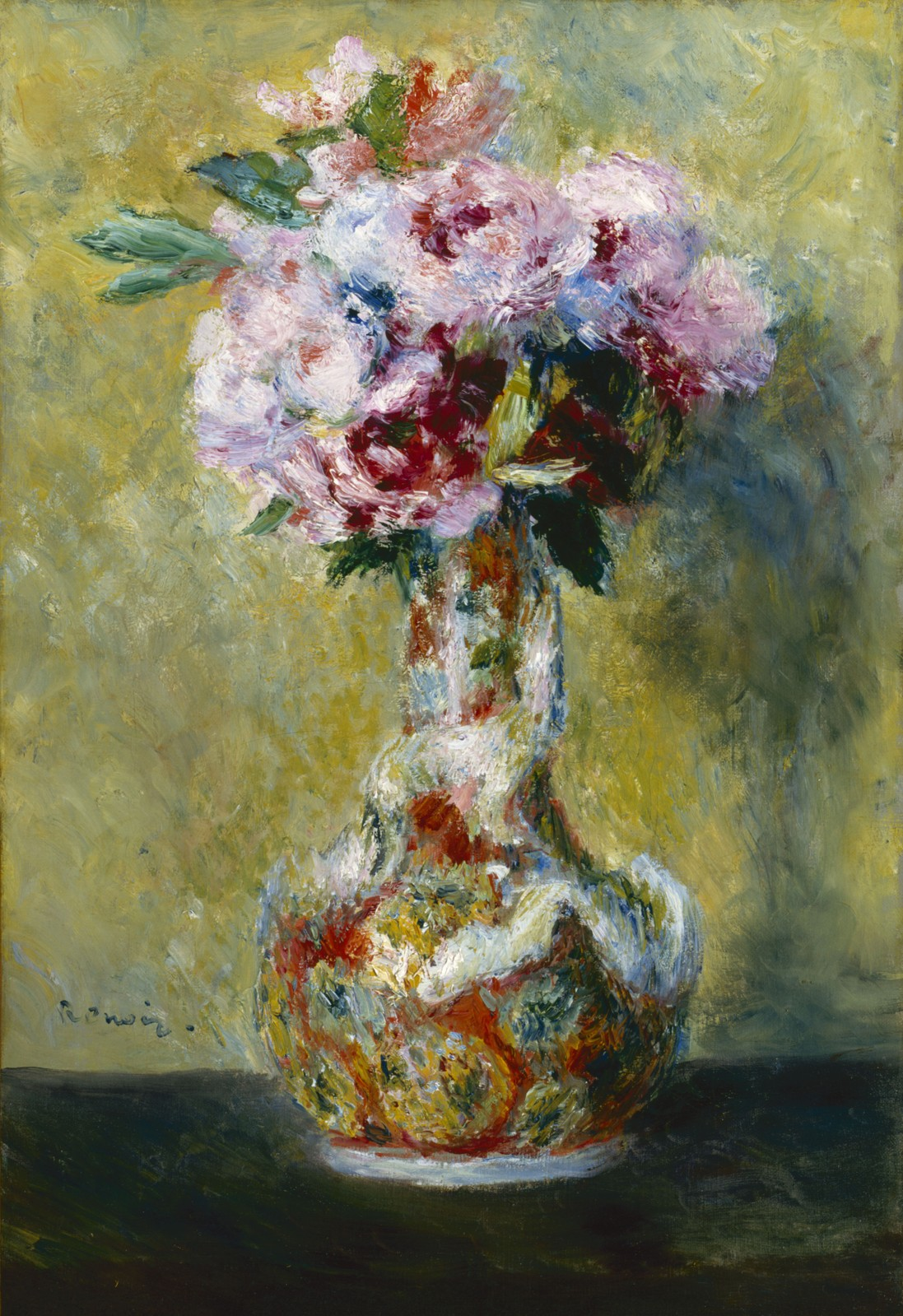
«Bouquet» de Renoir en el que las flores parecen fundirse con el recipiente. Hacia 1878.
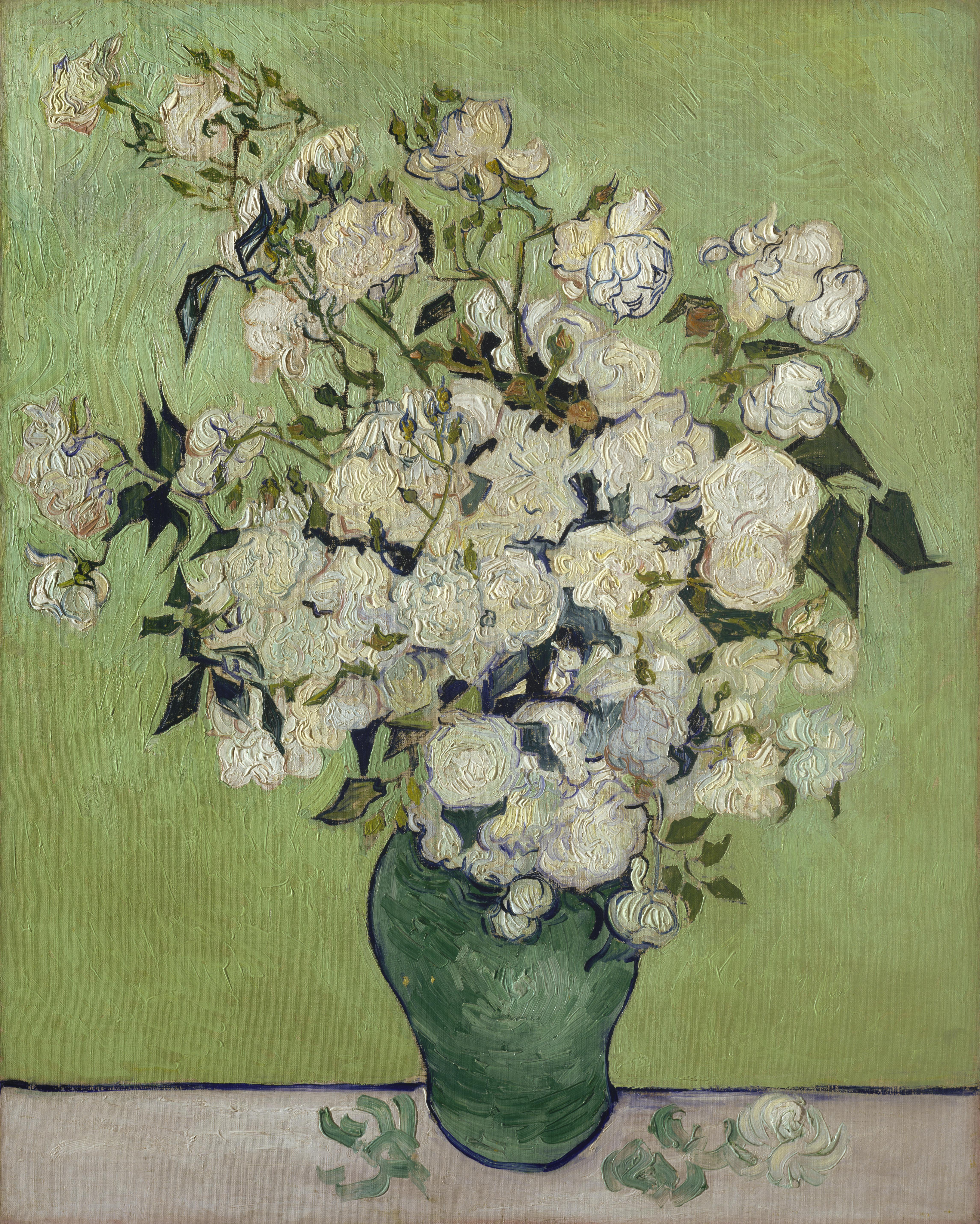
Van Gogh: Jarro con rosas blancas (1890). Museo Metropolitano de Arte.